# 6838 Okuda
6838 Okuda è un asteroide della fascia principale. Scoperto nel 1995, presenta un'orbita caratterizzata da un semiasse maggiore pari a 2,6498931 UA e da un'eccentricità di 0,1719288, inclinata di 13,61966° rispetto all'eclittica.